# Fratelli Vianeo
I due fratelli Pietro (fl. XV-XVI secolo) e 
Paolo Boiano (fl. XV-XVI secolo) figli di Bernardino, nipote di Vincenzo, detti anche Vianeo, attivi nel XV e XVI secolo, sono da considerarsi i fondatori della chirurgia estetica.
Allievi di Gustavo e Antonio Branca, pionieri della rinoplastica, i fratelli Boiano divennero così esperti nella tecnica da far coniare il termine "magia tropoensium". Da loro apprese tale arte anche il bolognese Gaspare Tagliacozzi, primo ad aver lasciato dei trattati sulla materia.
Il cognome dei due chirurghi a seguito di alcune variazioni fonetiche, fu storpiato in "Vianeo". 
Pietro Boiano sposò Laura Guarno, la cui nobile famiglia aveva fondato a Tropea l'ospedale in cui furono perfezionate le tecniche di rinoplastica.
Tale tecnica consisteva nel sollevare lembi di pelle dalla parte interna dell'avambraccio del paziente per poi applicarli sul naso mutilo. Il paziente veniva immobilizzato per il tempo necessario alla cicatrizzazione della pelle sul naso.
A loro è stato intitolato il Liceo Scientifico di Tropea (VV), il quale, facente parte dell'Istituto d'Istruzione Superiore di Tropea, ha sede in un antico monastero arroccato sulla rupe di Tropea. Il cognome dei due fratelli Pietro e Paolo fu Vianeo. Essi seguirono la tradizione di famiglia, del padre Bernardino e del nonno Vincenzo, il quale fu il primo ad usare la tecnica della rinoplastica. Vincenzo Vianeo nacque a Maida ed operò nella sua città natale.
Fu proprio Vincenzo Vianeo di Maida a far uso per primo delle tecniche relative alla rinoplastica.